# Peter Fitzhugh Brown
Peter Fitzhugh Brown, plus souvent dénommé Peter Brown (né le 2 février 1955), est une personnalité américaine du monde des affaires et de l'intelligence artificielle (IA).
Titulaire d'un doctorat en informatique (dirigé par Geoffrey Hinton, figure majeure du deep learning), Peter Brown a d'abord été chercheur au sein du groupe IBM, spécialisé dans l'IA statistique appliquée à la traduction automatique, via le machine learning. 

Il est ensuite devenu directeur puis PDG du fonds spéculatif américain Renaissance Technologies.

## Biographie et formation
Peter Fitzhugh Brown est le fils de Henry B. R. Brown, inventeur du premier fonds monétaire au monde, le Reserve Primary Fund (en).
Son arrière-grand-père, Addison Brown, était juge fédéral, botaniste et cofondateur du jardin botanique de New York. 
Il descend également de l'homme d'État Richard Henry Lee, dont la « résolution Lee » de juin 1776 a conduit à la Déclaration d'indépendance des États-Unis.
Il épouse Margaret Hamburg en 1992, laquelle dirigera plus tard la Food and Drug Administration sous l'administration Barack Obama. Le couple a eu deux enfants.

## Études
Diplômé en mathématiques de l'université Harvard, il obtient ensuite un doctorat en informatique à l'université Carnegie Mellon sous la direction de Geoffrey Hinton.

## Carrière
Après Harvard, il rejoint Exxon Office Systems, une filiale d’Exxon Corporation (aujourd’hui ExxonMobil), lancée dans les années 1970 dans le cadre d’une stratégie de diversification d'Exxon hors du secteur pétrolier ; cette filiale proposait des équipements informatique de bureau (traitements de texte, télécopieurs, machines à écrire électroniques), mais a fait faillite sans réussir à concurrencer des géants comme IBM et Xerox.
En 1984 Brown entre dans le groupe dédié à la reconnaissance vocale au sein d'IBM, dirigé par Frederick Jelinek. Il y rencontre Robert Mercer avec lequel il contribue au développement de modèles statistiques pour la reconnaissance et la traduction automatique du langage. Brown est le principal auteur des modèles d'alignement IBM. Dans les années 1980 et 1990, toujours chez IBM, il dirige des travaux fondateurs sur les approches probabilistes du langage basées sur le modèle de Markov caché. Ces travaux serviront de base à de nombreuses avancées ultérieures en traitement automatique du langage (TAL), en reconnaissance de formes et en apprentissage automatique.
Il encourage IBM à exploiter ces recherches pour développer des produits, sans succès. Il convainc toutefois la direction d'IBM de recruter une équipe de chercheurs de Carnegie Mellon qui concevra l'ordinateur Deep Blue ayant battu Garry Kasparov en 1997.
Six ans plus tard (en 1993), Brown propose à IBM d'appliquer les méthodes statistiques développées pour la reconnaissance du langage à la gestion de la finance, notamment à la gestion du fonds de pension (28 milliards de dollars) de l'entreprise, sans succès. Brown était réputé pour son énergie, travaillant souvent la nuit dans son bureau équipé d'un lit escamotable, et se déplaçant en monocycle dans les couloirs.
Il rejoint alors Renaissance Technologies, avec Robert Mercer, sur invitation de Jim Simons, qui double leur salaire. En 1995, ils recrutent David Magerman et conçoivent un système de trading unifié intégrant tous les signaux et contraintes du fonds. Ce système, bien que perfectible, leur vaut d'être promus associés et responsables de la recherche et du trading. 
En 1997, Simons leur accorde des parts dans le capital, réduisant sa propre participation à un peu plus de 50 %.
En 2003, il devient vice-président exécutif, puis co-directeur général en 2010 avec Mercer, à la retraite de Simons. Depuis le départ de Mercer (en 2017), Brown est l'unique PDG de Renaissance Technologies. Avec Mercer, grâce au « trading quantitatif » (utilisation de modèles statistiques génératifs guidant les décisions de trading à haute fréquence), il a fait de Renaissance Technologies, l'un des fonds réputés les plus opaques, secrets et exclusifs, mais aussi les plus importants et les plus rentables du genre, qualifié par certains de « plus grand générateur d’argent des temps modernes », avec un statut presque mythique dans le monde des affaires, ouvert à se seuls employés, à leurs familles et à quelques amis sélectionnés.
P. Brown gère aussi une fondation familiale (Quetzal Trust), dont les actifs dépassaient 380 millions de dollars en 2020,.

## Controverse autour de White's Ferry
Avec ses sœurs, Brown est copropriétaire de Rockland Farm LLC, un domaine familial situé en Virginie, dont une partie servait de débarcadère pour le White's Ferry, traversée fluviale reliant la Virginie au Maryland. Après des travaux non autorisés réalisés par l'exploitant du ferry, Rockland Farm engage une action en justice et obtient gain de cause en 2020, entraînant l'arrêt du service. Les négociations pour une reprise sont toujours en cours, sans accord à ce jour.